# Varg Veum – De døde har det godt
Pour plus de détails, voir Fiche technique et Distribution.
Varg Veum - De døde har det godt  (litt. Varg Veum - Les morts vont bien) est un film policier norvégien co-écrit et réalisé par Erik Richter Strand et sorti en 2012. C'est le onzième film de la série de films sur le détective Varg Veum.
Le film, basé sur le livre du même nom de l'auteur Gunnar Staalesen, est sorti le 20 janvier 2012 et a enregistré dans les cinémas norvégiens un nombre total de 60 135 spectateurs.

## Synopsis
Varg Veum tente d'aider une jeune fille effrayée qui s'est perdue la nuit dans la forêt, mais ne parvient pas à empêcher sa mort. Il s’avère qu’elle était une demandeuse d’asile qui a été contrainte de s’y rendre par de sinistres bailleurs de fonds, où elles sont cyniquement exploitées.
Des personnalités haut placées au sein des autorités font pression sur la police pour qu'elle empêche toute enquête plus approfondie sur cette affaire. Varg Veum n'a que peu de temps pour trouver qui est derrière tout cela, avant que d'autres personnes ne perdent la vie.

## Fiche technique
- Titre original : Varg Veum - De døde har det godt
- Réalisation : Erik Richter Strand
- Scénario : Lya Guerra, Erik Richter Strand
- Photographie : Jens Schlosser
- Montage : Simen Gengenbach
- Musique : Peder Kjellsby
- Costumes : Stina Lunde
- Production :
- Sociétés de production :
- Pays de production : Norvège
- Langue originale : norvégien
- Format : couleur
- Genre : policier
- Durée : 86 minutes
- Dates de sortie[3] :
  - Norvège : 20 janvier 2012

## Distribution
- Trond Espen Seim : Varg Veum
- Bjørn Floberg : Jacob Hamre
- Lene Nystrøm : Karin
- Jørgen Langhelle : William Moberg
- Bintu Sakor : Amina
- Fumi Desalu-Vold : Ellen Watu
- Ørjan Handal Dimmestøl : Christian Fasmer
- Eindride Eidsvold : Dr Strøm
- Freddy Steimler : Angus
- Sigmund Sæverud : Thorbjørn Fasmer
- Madeleine Barwén Trollvik : Sasha

## Récompenses et distinctions
- (en) Varg Veum - De døde har det godt : Awards, sur l'Internet Movie Database